# غرقة
غرقة (بالإنجليزية: Gharqeh)‏ هي قرية تقع في قسم كناررودخانه الريفي في إيران. يقدر عدد سكانها بـ 98 نسمة بحسب إحصاء 2016.